# Brachythecium hylotapetum
Brachythecium hylotapetum là một loài rêu trong họ Brachytheciaceae. Loài này được N.L. Higinb. & B.L. Higinb. mô tả khoa học đầu tiên năm 1958.